# 金正植 (1915年生)

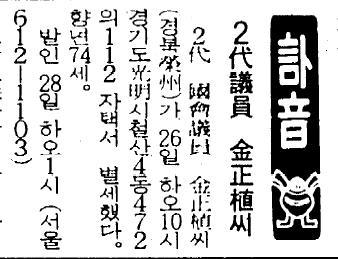
死去を報じた京郷新聞の記事

金 正植（キム・ジョンシク、朝鮮語: 김정식、1914年または1915年 - 1989年11月26日）は、大韓民国のジャーナリスト、実業家、政治家。第2代韓国国会議員。

## 経歴
日本統治時代の慶尚北道栄州郡出身。大阪薬学校（現・大阪大学大学院薬学研究科・薬学部）卒。日本で製薬業を営んだほか、新聞記者を3年間務め、楽貴歌劇団の経営も行った。光復後は大同青年団・韓国青年会会長、大韓青年団栄州郡団長、博愛園園長、議会新聞社社長、厚生会理事長を歴任した。1948年の初代総選挙では栄州郡選挙区から無所属で出馬したが落選し、1950年の第2代総選挙では大韓青年団の候補として当選した。国会議員時代は国会文教委員を務め、共和民政会所属で活動したが、議員非行糾弾事件により朴順天、尹吉重らと共に離党した。その後は自由党に参加し、自由党文化部長に任命された。1956年にしばらく共和党に移籍したが、まもなく自由党に復帰した。
1963年1月、旧自由党系の政治家100人余りと共に5・16軍事クーデターの指導者たちに対し、民政移譲および政治的束縛を解除する共同声明を発表した。また、同年には民政党に入党し、党の革新を求める新潮会に所属していた。しかし、すぐに党内内紛により離党し、同年6月に共和党に参加した。1987年11月、金鍾泌系の新民主共和党結党の時、慶尚北道金泉および金陵地区の党組織を支援した。1989年11月26日、光明市の自宅で持病により死去。

## エピソード
議員在籍中、「光武新聞紙法案廃止法」と「国立劇場設置法改正案」を提出して通過させた。「帰属財産処理法改正案」の審議過程において、国会議員の間で小切手による贈賄行為があったと主張したため、権泰郁とともに30日間の登院停止処分を受けた。
自由党内で朝鮮民族青年団系に分類されるため、1954年1月、中央党部部長会議で議員除名処分決議を受けた。